# Meridiankrümmungsradius
Ein Meridiankrümmungsradius ist der Krümmungsradius eines Meridians, der Schnittlinie eines Ellipsoids und einer Ebene, die durch die Pole und einen beliebigen Oberflächenpunkt des Ellipsoids verläuft. Es ist eines von zwei Maßen für die Krümmung der Oberfläche eines Rotationsellipsoids in der Geographie.
Der Meridiankrümmungsradius stellt im betrachteten Punkt die Ellipsoidnormale dar und nimmt in Abhängigkeit von der Lage des Punktes auf der Erdoberfläche unterschiedliche Werte an. Der mittlere Krümmungsradius ist der Radius der Gauß’schen Schmiegungskugel für ein bestimmtes Ellipsoid und wird in der Geodäsie verwendet.

## Berechnung
Modelliert man die Form der Erde näherungsweise als Rotationsellipsoid, so lässt sich der örtliche Meridiankrümmungsradius {\displaystyle r_{M}} unter Zuhilfenahme der Größe {\displaystyle W=(1-e^{2}sin^{2}B)^{\tfrac {1}{2}}} wie folgt berechnen:
{\displaystyle r_{M}={\frac {a}{W^{3}}}(1-e^{2})\Leftrightarrow {a(1-e^{2})(1-e^{2}sin^{2}B)^{\tfrac {-3}{2}}}}
Hierbei steht:
{\displaystyle e={\sqrt {f(2-f)}}=} numerische Exzentrität
{\displaystyle B=} ellipsoidische Breite
{\displaystyle a=} große Halbachse.
{\displaystyle f=} Abplattung
Anschließend kann die Länge eines Meridianbogens {\displaystyle G} vom Äquator aus mit {\displaystyle G=\int \limits _{0}^{B}r_{M}dB} erhalten werden.